# مجلس الموافقات الكهربائية البريطاني
كان مجلس الموافقات الكهربائية الكهروتقنية البريطاني مؤسسة للسلامة الكهربائية وإصدار الشهادات في المملكة المتحدة، إلى أن تم ادخال معايير أوروبية موحدة مما يعني أن المصادقة المحلية على المنتجات الكهربائية لم يعد مسموحًا بها. أصبحت علامة BEAB مملوكة لشركة Intertek Group.

## التاريخ
تأسست في عام 1960 من قبل شركات الكهرباء الإقليمية، والمصنعين وتجار التجزئة وسمي مجلس الموافقات الكهربائية البريطانية للأجهزة المنزلية. وقد تم بناءه على شارع كوكسبور في لندن وكذلك مرافق اختبار في مختبر تملكه جمعية التنمية الكهربائية البريطانية في ليذرهيد. أصبحت فيما بعد معامل اختبار الأجهزة في مجلس الكهرباء. في عام 1961 انتقل مقرها إلى شارع كينغستون على نهر التايمز. في عام 1974 انتقل إلى جرين، ثم هرشم بالقرب من والتون أون تيمز في سري. وفي عام 1962 م وسعت نطاق الأجهزة التي اختٌبرت.

### تغيير الاسم
في عام 1971، تم تغيير اسمها إلى مجلس الموافقات الكهربائية الكهروتقنية البريطاني للمعدات المنزلية. وانضموا إلى مجلس الموافقات البريطانية للاتصالات. وانتقل المقر الرئيسي إلى محطة عرض في جيلدفورد.

### الاندماج
في عام 2004 اندمجت مع خدمات التصديق ASTA لتشكيل خدمات التصديق ASTA BEAB. في يونيو 2007 ، حصلت شركة Intertek على هذه الشركة. يتم الاختبار في ليذرهيد. وشكلت Intertek من شركة ITS Testing & Certification Ltd ، التي أصبحت Intertek في سبتمبر 2003.

## وظيفته
تعني الأجهزة الكهربائية المنزلية التي تحمل علامة الموافقة على BEAB أنها قد وصلت إلى معيار السلامة المطلوب (BS 3456).

### علامة BEAB المعتمدة
تعني هذه العلامة أن هذا العنصر قد تم اختباره ويعتبر آمنًا – أي إنه ضمان أمان. هذا لا يعني أن المنتج سيكون دائمًا آمنًا (قد تختلف جودة المنتج، وسوف يؤثر التآكل والتلف على سلامته). من المهم أن تكون المعدات الكهربائية آمنة لأن بصرف النظر عن الخطر الواضح المتمثل في التسبب في صدمات كهربائية، يمكن أن تتسبب المعدات الكهربائية المعطوبة في نشوب حرائق، مثل البطانيات الكهربائية.
عندما تكون الحرائق ناتجة عن الأجهزة الكهربائية المنزلية، يتم فحصها في المختبر لتحديد سبب الحريق.